# Джейн Торвілл
Джейн Торвілл (англ. Jayne Torvill; нар. 7 жовтня 1957, Ноттінгем) — британська фігуристка у спортивних танцях на льоду, у дуеті з Крістофером Діном — олімпійська чемпіонка 1984 року, бронзова призерка Олімпійських ігор 1994), 4-разова чемпіонка Європи (1981, 1982, 1984, 1994).

## Біографія
Джейн Торвілл почала кататися на ковзанах, граючи після школи у хокей, у 8 років. Потім почала займатися фігурним катанням. У 14 років вона виграла чемпіонат Великої Британії у парному катанні серед юніорів із Майклом Гатчінсоном. Після розпаду цієї пари Джейн три роки виступала в одиночному катанні, а потім, у 1975 році її партнером став Крістофер Дін і нова пара зайнялася танцями на льоду.
Тоді Джейн працювала клерком у страховій компанії, а Крістофер був поліцейським. Тільки після того, як дует Торвілл-Дін став п'ятим на зимових Олімпійських іграх 1980 року в Лейк-Плесіді, вони змогли залишити основну роботу і присвятити фігурному катанню повний робочий день.
Торвілл і Дін розвивали надзвичайно творчий оригінальний стиль, суттєво змінюючи стереотипи, що склалися в спортивних танцях: у сезоні 1982/83 пара та тренер поставили програму в ексцентричному стилі на мюзикл «Барнум», вперше в історії ввівши в програму нові циркові рухи, що зображують балансування на канаті, жонглювання, а також нові доріжки кроків, підтримки, перевороти, обертання та інші, поєднавши дивовижний стиль з практично абсолютною технічною чистотою та захоплюючою емоційністю; вперше в історії чемпіонатів Європи та світу судді виставили всі оцінки 6,0 за артистизм.
У сезоні 1983/84 у зовсім іншій за стилем програмі на музику М. Равеля «Болеро» пара відрізнялася винятковою плавністю, чистотою та красою ліній, і судді виставили не лише всі оцінки 6,0 за артистизм, а й 3 оцінки 6,0 за техніку. Однак ця програма викликала суперечки фахівців і суддів, перш за все тому, що перші 40 секунд програми пара виконувала рухи на одному місці (причому партнер не піднімався з льоду), але правила ІСУ на той момент це не регламентували, тому оцінки не знизили (потім ІСУ ввів відповідні обмеження (до 10 секунд). Загалом на Олімпіаді-84 Торвілл і Дін отримали 19 оцінок 6,0 із 63 можливих.
Після цих двох сезонів пара набула всесвітньої слави.
Потім Торвілл і Дін перейшли у професіонали, тричі поспіль вигравали чемпіонати світу серед професіоналів, брали участь у різних льодових шоу.
У 1989 році імена Джейн Торвілл і Крістофера Діна були внесені до Всесвітньої зали слави фігурного катання.
У 1993 році ІСУ випустив послаблення у правилах, щоб дати можливість деяким фігуристам повернутися до аматорського спорту, що дозволило Торвілл і Діну взяти участь в Олімпійських іграх 1994 року, де вони здобули бронзові медалі. Після Олімпіади Торвілл і Дін знову повернулися до професіоналів, виграли ще два чемпіонати світу.
У 1990 році Джейн Торвілл одружилася з Філом Крістеном. У них двоє дітей — син Кіран та дочка Джесіка.